# Коннектикут
Конне́ктикут (англ. Connecticut, американское произношение: [kəˈnɛtᵻkət] (слушать)о файле) — штат на северо-востоке США, входящий в регион Новая Англия. Столица — Хартфорд, крупнейший город — Бриджпорт. Население — 3 605 944 человека (29-е место в США; данные 2020 года). Является сорок восьмым по размерам территории штатом США. Если не брать в расчёт округ Колумбия, штат занимает первое место по размеру ВВП на душу населения в США (54 397 долларов). Название штата происходит от выражения на алгонкинском языке, которое переводится как «на долгой реке, подверженной приливам».
Официальное прозвище с 1959 года — Constitution State (в переводе с англ. — «Штат Конституции»). Прежде официальным прозвищем было Nutmeg State (в переводе с англ. — «Штат мускатного ореха»).
Первыми поселенцами на территории штата были голландцы, основавшие поселение, в будущем ставшее городом Хартфорд. До 1667 года половина территории входила в Новые Нидерланды, затем была передана Британской империи, а саму колонию Коннектикут основал англичанин Томас Хукер в 1636 году. Коннектикут был в числе первых 13 штатов, объявивших свою независимость от Англии.
Штат находится в зоне умеренного климата и имеет протяжённую береговую линию, что сделало мореплавание частью традиций штата.
Индекс развития человеческого потенциала Коннектикута — наивысший среди американских штатов.
Почтовое сокращение — CT.

## География

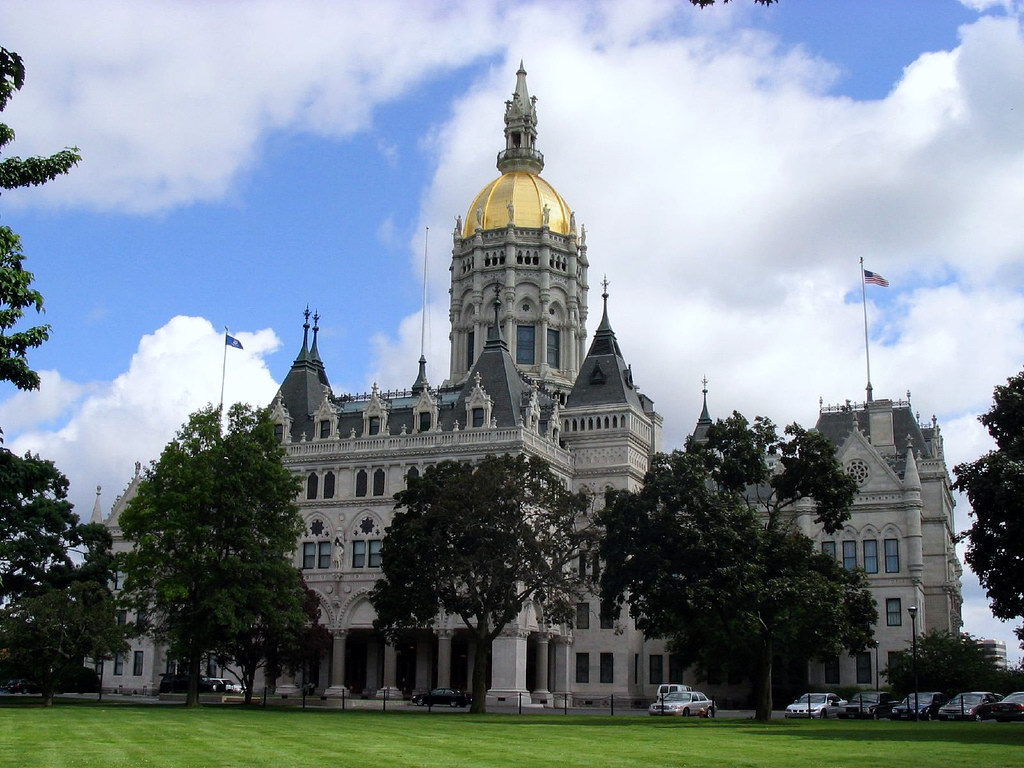
Капитолий штата Коннектикут

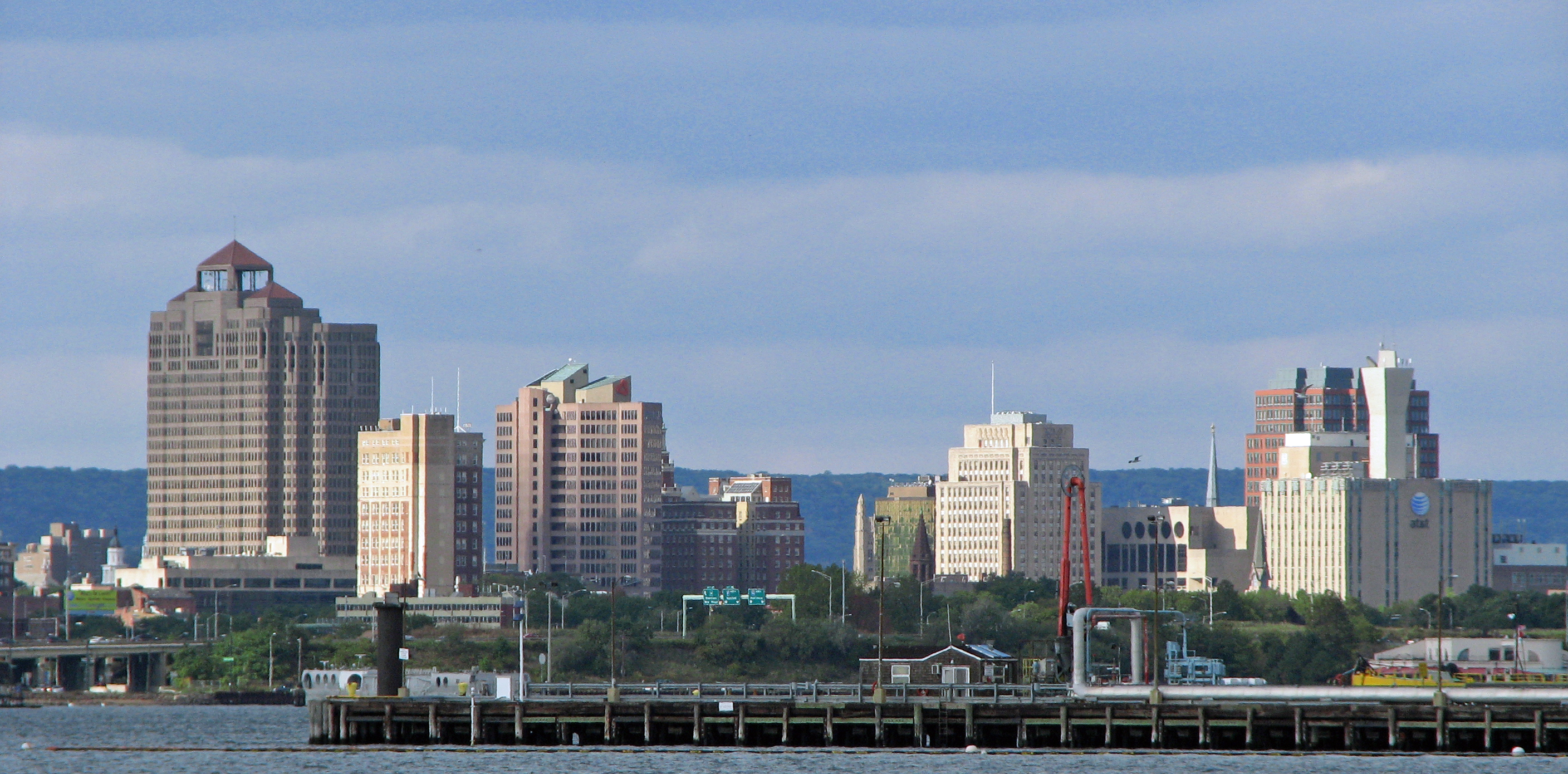
Нью-Хейвен

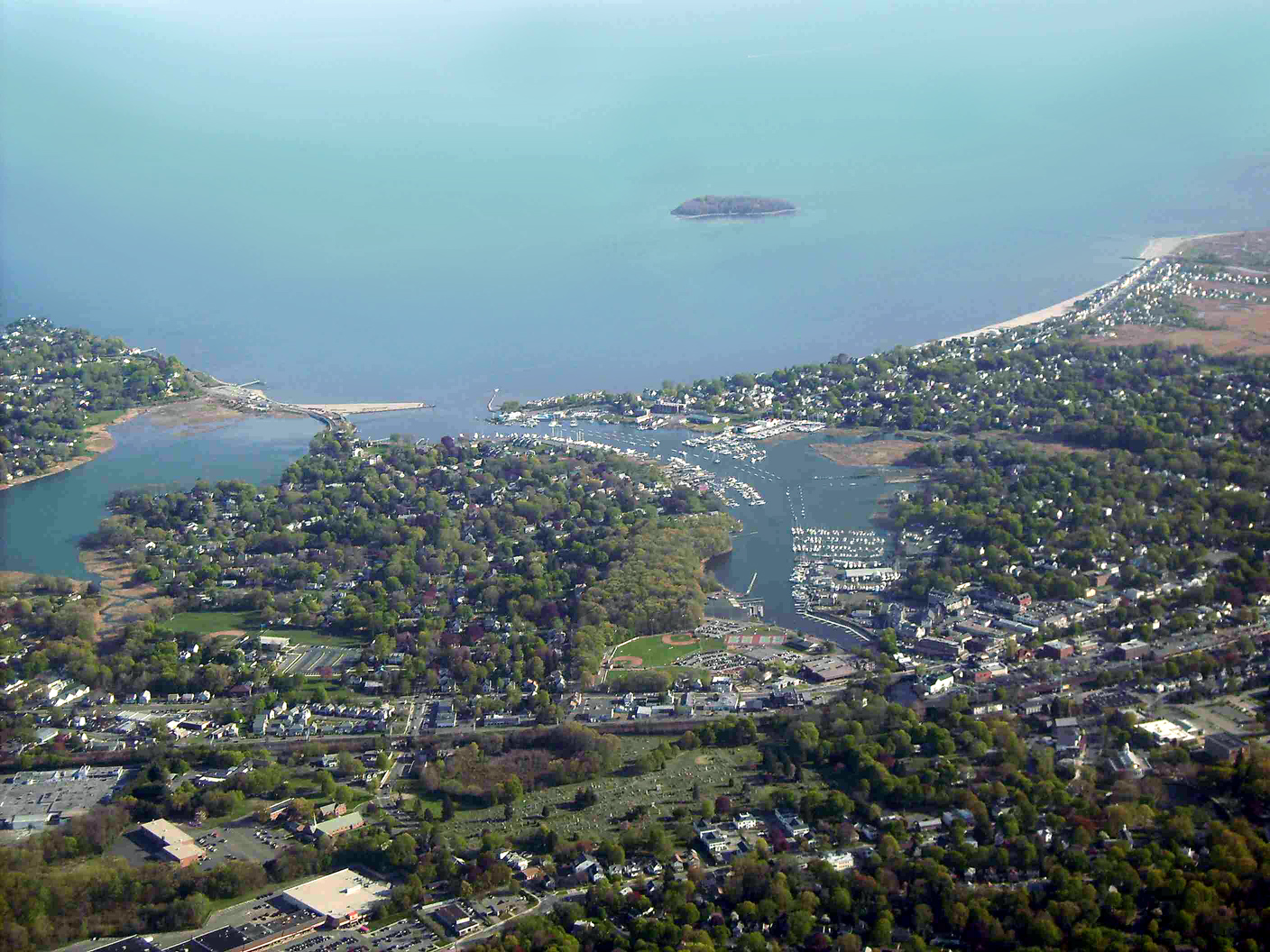
Вид с высоты на город Милфорд и остров Чарльз

Территория штата на юге омывается водами пролива Лонг-Айленд, на западе он граничит со штатом Нью-Йорк, на севере — со штатом Массачусетс, на востоке — со штатом Род-Айленд. Крупнейшие города: Бриджпорт, Хартфорд (столица), Нью-Хейвен, Стамфорд, Уотербери, Норуолк, Данбери и Нью-Бритен. Территория подразделяется на восемь регионов, в основном (хотя и не всегда) совпадающих с восемью входящими в Коннектикут округами. Всего в штате 169 городов и населённых пунктов.
Медвежья гора в Солсбери на северо-западе штата. Самая высокая точка находится к востоку от того места, где встречаются Коннектикут, Массачусетс и Нью-Йорк, на южном склоне горы Фрисселл, пик которой находится неподалёку от Массачусетса. Одноимённая река Коннектикут протекает через центральную часть штата с севера на юг и впадает в пролив Лонг-Айленд.
Территория штата в основном покрыта лесами. Ближе к югу попадаются болотистые места и песчаные пляжи. Западная часть — гористая (горы Беркшир-Хилс и хребет Таконик).
Несмотря на свои небольшие размеры, штат имеет свои контрасты. От особняков юго-западного Золотого побережья до лошадиных ферм на северо-западных холмах. От деревенских посёлков на севере до индустриальных городов на юге. Почти во всех крупных городах есть «зелёная зона» (парк в центре города), возле которой обычно располагаются постройки прошлых веков, привлекающие туристов.
Города Коннектикута сконцентрированы в основном на юго-западе штата. В северо-восточной части Коннектикута местность более лесистая и сельскохозяйственная.
Основное официальное прозвище штата связано с тем, что в 1639 году британская колония Коннектикут приняла первую в мире конституцию — «Основные законы Коннектикута» (Fundamental Orders of Connecticut).

## История
После Войны за независимость США Коннектикут стал одним из 13 штатов, первыми вошедших в состав США.
До 1875 года статус столицы Коннектикута попеременно переходил от Хартфорда к Нью-Хейвену. Затем он был постоянно закреплён за Хартфордом.
10 мая 1933 года на территории штата (города Томпсон и Пэтнэм) была создана Всероссийская национал-революционная трудовая и рабоче-крестьянская партия фашистов. Для удобства обычно употреблялось другое название — Всероссийская Фашистская Организация (ВФО). Она действовала с 1933 по 1942 год под руководством Анастасия Вонсяцкого. В 1942 году Вонсяцкий был арестован ФБР и осуждён судом Хартфорда, а партия была запрещена.

## Население
Распределение населения по расовому признаку:
- белые — 77,6 %[6]
  - итальянского происхождения — 19,3 %
  - ирландского происхождения — 17,9 %
  - английского происхождения — 10,7 %
  - немецкого происхождения — 10,4 %
  - французского и франкоканадского происхождения — 9,6 %
  - польского происхождения — 8,6 %
- афроамериканцы — 10,1 %
- индейцы — 0,3 %
- азиаты — 3,8 %

### Крупнейшие города

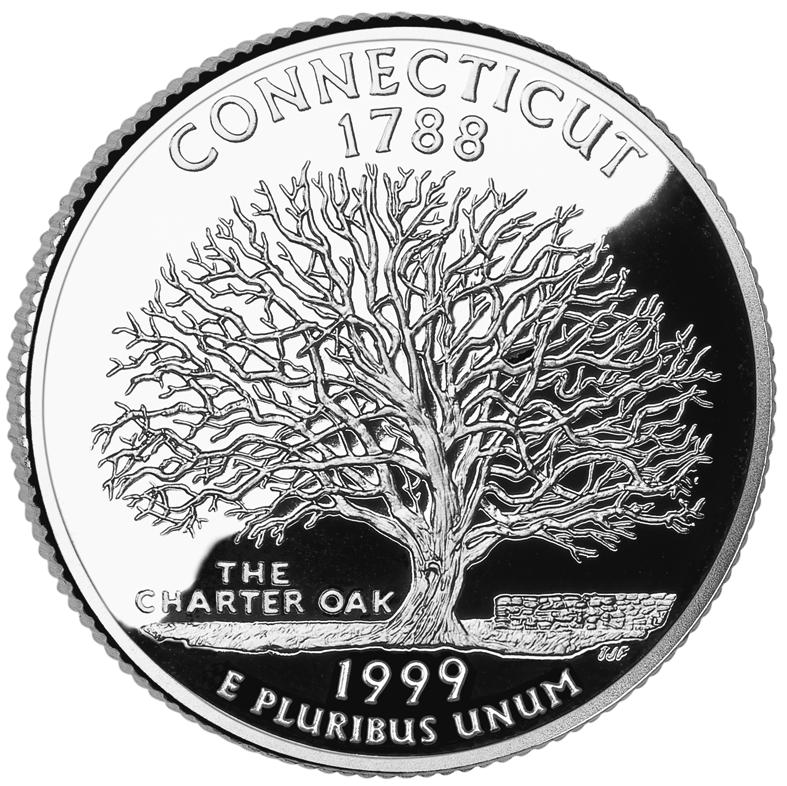
Монета 25 центов, посвящённая штату

| №  | Название      | Округ      | Население |
| -- | ------------- | ---------- | --------- |
| 1  | Бриджпорт     | Фэрфилд    | 148,529   |
| 2  | Стамфорд      | Фэрфилд    | 134,820   |
| 3  | Нью-Хейвен    | Нью-Хейвен | 133,874   |
| 4  | Хартфорд      | Хартфорд   | 121,562   |
| 5  | Уотербери     | Нью-Хейвен | 113,783   |
| 6  | Норуолк       | Фэрфилд    | 90,821    |
| 7  | Данбери       | Фэрфилд    | 86,197    |
| 8  | Нью-Бритен    | Хартфорд   | 74,022    |
| 9  | Уэст-Хартфорд | Хартфорд   | 64,034    |
| 10 | Гринвич       | Фэрфилд    | 63,455    |

## Экономика
Общий валовой продукт по состоянию за 2010 год составил $237 млрд. Доход на душу населения в 2007 году составил $64 833, по этому показателю штат занял четвёртое место, за округом Колумбия, штатом Делавэр, и Аляской. Существует, однако, большая разница в доходах на территории штата. Так, например, Нью-Кейнан имеет один из самых высоких доходов на душу населения в Америке, Хартфорд же является одним из десяти городов с самыми низкими доходами на душу населения в Америке. Как и Бриджпорт, и округ Нью-Хейвен и другие города в штате, Хартфорд находится в окружении богатых пригородов. Уровень безработицы на декабрь 2012 года составил 8,2 %.
Нью-Кейнан является самым богатым городом в штате Коннектикут, с доходом на душу населения $85 459. В городах Дариен, Гринвич, Уэстон, Уэстпорт и Уилтон также доходы на душу населения составляют более $65 000. Хартфорд является самым бедным муниципалитетом в штате Коннектикут, с доходом на душу населения $13 428 на 2000 год. Есть и другие небольшие города с низким уровнем дохода, расположенные в основном в восточной части штата.

## Образование

### Школьное образование
Образовательный совет штата Коннектикут управляет системой государственных школ для детей. Члены совета по образованию назначаются губернатором штата. Статистика для каждой школы доступна для общественности через систему онлайн базы данных под названием «CEDAR».

### Частные школы
- Greenwich Country Day School
- Fairfield Country Day School
- Notre Dame Catholic High School
- Hopkins School
- Choate Rosemary Hall
- Miss Porter's School
- Northwest Catholic High School

### Колледжи и университеты
В Коннектикуте появилась первая школа права, Litchfield Law School, действовавшая с 1773 по 1833 годы в Личфилде. Хартфордская государственная средняя школа (1638) является третьей старейшей средней школой в стране после Collegiate School (1628) в Манхэттене и Boston Latin School (1635).

#### Частные
- Йельский университет (1701)[13]
- Тринити-колледж (1823)
- Уэслианский университет (1831)
- Университет Хартфорда (1877)
- Постонский университет (1890)
- Коннектикут-колледж (1911)
- Университет Нью-Хейвена (1920)
- Колледж Альберта Великого (1925)
- Бриджпортский университет (1927)
- Квиннипэкский университет (1929)
- Университет Святого Иосифа (1932)
- Митчелл-колледж (1938)
- Фэрфилдский университет (1942)
- Университет Святейшего Сердца (1963)

#### Общественные
- Университет Центрального Коннектикута (1849)
- Коннектикутский университет (1881)[14]
- Университет Восточного Коннектикута (1889)
- Университет Южного Коннектикута (1893)
- Университет Западного Коннектикута (1903)
- Военная академия береговой охраны США (1915)
- Чартерокский колледж (1973)

## Достопримечательности
- Первая церковь Христа (1771)
- В посёлке Абингтон находятся одна из старейших церквей штата (1751) и одна из первых публичных библиотек (1793).